# Estación Cogotí
Cogotí fue una estación ferroviaria correspondiente al Longitudinal Norte ubicada en la comuna de Combarbalá, en la Región de Coquimbo, Chile. Actualmente la estación no presta servicios.

## Historia
Con el proceso de conexión de las vías ferroviarias del norte de Chile a través del Longitudinal Norte, una extensión ferroviaria entre la estación Illapel y Estación San Marcos construida desde norte a sur que inició sus obras en 1910 y fue entregada e inaugurada en 1913.
Para 1967 la estación sigue operativa, siendo suprimida mediante decreto del 28 de julio de 1978.
Solo quedan los cimientos del edificio de la estación y de las bodegas; contaba únicamente con una vía principal.